# Portable Tunes 2 -for kids&family-
『Portable Tunes 2 -for kids&family-』（ポータブル・チューンズ・ツー・フォー・キッズ・アンド・ファミリー）は、HARCOの企画アルバム。2015年6月3日に発売された。
規格品番はUVCA-3026。

## 概要
2006年に発売された『Portable Tunes -HARCO CM WORKS-』の続編にあたる作品。
本作にはNHKの音楽番組『みんなのうた』で放送された自作曲や同番組で放送された楽曲のカバーをはじめ、子供向けに書かれた楽曲が収録されている。
特典としてオリジナルすごろくが付属。
本作に収録の楽曲のうち、「きょうの選択」、「しまじろうと いこうよ」、「ネイバーズのうた」、「よしもと「笑楽校」校歌」、「みんな、君だけを待ってる」の5曲は音楽配信が行なわれていない。また、配信版では一部曲順が変更されている。

## 収録内容
| #         | タイトル                           | 作詞・作曲                                                                   | 編曲      | 時間  |
| --------- | ---------------------------------- | ---------------------------------------------------------------------------- | --------- | ----- |
| 1.        | 「きょうの選択」                   | - 貝塚智子（作詞） - 近藤研二（作曲）                                        | 近藤研二  | 1:27  |
| 2.        | 「ウェイクアップ!パパ!」           | - 山田英治（作詞） - 青木慶則（作曲）                                        | 青木慶則  | 2:24  |
| 3.        | 「しまじろうと いこうよ」          | - 朝日恵里（作詞） - 川嶋可能（作曲）                                        | 川嶋可能  | 1:04  |
| 4.        | 「山口さんちのツトム君」           | みなみらんぼう                                                               | 青木慶則  | 2:25  |
| 5.        | 「ネイバーズのうた」               | - 喜多香織（作詞） - 青木慶則（作曲）                                        | 青木慶則  | 3:12  |
| 6.        | 「ごりら」                         | 青木慶則                                                                     | 青木慶則  | 2:54  |
| 7.        | 「文房具の音」                     | 青木慶則                                                                     | 青木慶則  | 3:33  |
| 8.        | 「フニクリフニクラ」               | - Peppino Turco（作詞） - 青木葵・清野協（日本語訳詞） - Luigi Denza（作曲） | 青木慶則  | 2:29  |
| 9.        | 「よしもと 「笑楽校」 校歌」       | 青木慶則                                                                     | 青木慶則  | 1:48  |
| 10.       | 「みんな、君だけを待ってる」       | 青木慶則                                                                     | 青木慶則  | 2:49  |
| 11.       | 「シロクマは、いったりきたり」     | 青木慶則                                                                     | 青木慶則  | 2:44  |
| 12.       | 「JAMBALAYA」                      | Hank Williams                                                                | 青木慶則  | 3:46  |
| 13.       | 「Twittin' Roll」                  | 青木慶則                                                                     | 青木慶則  | 2:26  |
| 14.       | 「ママパパ応援歌」                 | - 山田英治（作詞） - 青木慶則（作曲）                                        | 青木慶則  | 2:33  |
| 15.       | 「オクトパス・クラップ」           | 青木慶則                                                                     | 青木慶則  | 2:54  |
| 16.       | 「ナズナの茶漬け」                 | 青木慶則                                                                     | HARCO     | 3:17  |
| 17.       | 「ウェイクアップ!パパ!」(カラオケ) |                                                                              |           | 2:23  |
| 合計時間: | 合計時間:                          | 合計時間:                                                                    | 合計時間: | 44:08 |

| #         | タイトル                                    | 作詞・作曲                                                                   | 編曲      | 時間  |
| --------- | ------------------------------------------- | ---------------------------------------------------------------------------- | --------- | ----- |
| 1.        | 「ウェイクアップ!パパ!」(HARCOと佐藤徳之丞) | - 山田英治（作詞） - 青木慶則（作曲）                                        | 青木慶則  | 2:24  |
| 2.        | 「山口さんちのツトム君」                    | みなみらんぼう                                                               | 青木慶則  | 2:25  |
| 3.        | 「フニクリフニクラ」                        | - Peppino Turco（作詞） - 青木葵・清野協（日本語訳詞） - Luigi Denza（作曲） | 青木慶則  | 2:29  |
| 4.        | 「シロクマは、いったりきたり」              | 青木慶則                                                                     | 青木慶則  | 2:44  |
| 5.        | 「ごりら」                                  | 青木慶則                                                                     | 青木慶則  | 2:53  |
| 6.        | 「文房具の音」                              | 青木慶則                                                                     | 青木慶則  | 3:33  |
| 7.        | 「JAMBALAYA」                               | Hank Williams                                                                | 青木慶則  | 3:46  |
| 8.        | 「Twittin' Roll」                           | 青木慶則                                                                     | 青木慶則  | 2:26  |
| 9.        | 「ママパパ応援歌」                          | - 山田英治（作詞） - 青木慶則（作曲）                                        | 青木慶則  | 2:32  |
| 10.       | 「オクトパス・クラップ」                    | 青木慶則                                                                     | 青木慶則  | 2:54  |
| 11.       | 「ナズナの茶漬け」                          | 青木慶則                                                                     | HARCO     | 3:16  |
| 12.       | 「ウェイクアップ!パパ!」(カラオケ)          |                                                                              |           | 2:22  |
| 合計時間: | 合計時間:                                   | 合計時間:                                                                    | 合計時間: | 33:44 |

## 曲の解説
1. きょうの選択
NHK教育テレビジョン『Eテレ 0655』おはようソング。
楽曲の出版権はNHK出版が所有している[4]。
2016年に発売された同番組のコンピレーション・アルバム『0655／2355 ソングBest! 明日がくるのをお知らせします』にも収録されている[5]。
2. ウェイクアップ!パパ!
新曲。
NHK『みんなのうた』2015年6月 - 7月放送曲で、佐藤徳之丞とのデュエット・ソング。同番組で放送された際のアニメーションはきたやまくみこが担当[6]。
歌詞は山田英治が手がけたもので、「イクメン」をテーマに平凡な家族の風景を描いている[6]。HARCOは、「僕には書けない種類の歌詞」とコメントしている[7]。
楽曲の出版権はNHK出版とオーガスタパブリッシングが所有している[8]。
3. しまじろうと いこうよ
テレビ東京系アニメ『しまじろうのわお!』オープニングテーマ。
楽曲の出版権はソニー・ミュージックパブリッシングが所有しており[9]、歌詞カードには「Licensed by Sony Music Direct(Japan)Inc.」と表記されている。
4. 山口さんちのツトム君
川橋啓史のカバー曲。
5. ネイバーズのうた
NHK教育テレビジョン『ニャンちゅうワールド放送局』「ネイバーズ」テーマソング。
楽曲の出版権はNHK出版が所有している[10]。
6. ごりら
新曲。
7. 文房具の音
セロハンテープを引き出す時に生じる音がサンプリングされているほかに、コーラスが重ねられていたりと、実験の要素が見られる[7]。
8. フニクリフニクラ
デューク・エイセスのカバー曲。
9. よしもと「笑楽校」校歌
吉本興業のイベント「笑楽校」の校歌として制作された楽曲[11]。
楽曲の出版権はよしもとミュージックパブリッシングが所有している[12]。
10. みんな、君だけを待ってる
NHK教育テレビアニメ『味楽る!ミミカ』エンディングテーマ。
2007年におみむらまゆこのシングル『味楽る!ミミカ ナンバーワン』（同アニメのオープニングテーマ）のカップリング曲として発売されていたが[13]、HARCO関連の作品への収録は本作が初となる。
楽曲の出版権はNHK出版が所有している[14]。
11. シロクマは、いったりきたり
新曲。
HARCOは本作の発売から10年以上前から『みんなのうた』に採用されることを目標に楽曲を制作していた経緯があり、この楽曲はその過程で出来たもの[7]。
12. JAMBALAYA
公式ではカーペンターズのカバー曲扱いだが[7]、元々はハンク・ウィリアムズが1952年に発表した楽曲。
13. Twittin' Roll
14. ママパパ応援歌
新曲。
15. オクトパス・クラップ
新曲。
16. ナズナの茶漬け
17. ウェイクアップ!パパ! [カラオケ]
2曲目のカラオケ音源。

## 参加ミュージシャン
表記は、歌詞カードに掲載のクレジットに準拠。
| きょうの選択 - 近藤研二：Acoustic Guitar, Programming - 青木慶則：Vocal, Chorus, Glockenspiel - 高桑英世：Flute - 中川英二郎：Trombone - Kickup：音楽制作協力 ウェイクアップ! パパ! - 青木慶則：Vocal, Piano, Programming - 佐藤徳之丞（ひばり児童合唱団）：Vocal - 後藤邦夫：Electric Guitar, Banjo - 高井亮士：Electric Bass しまじろうと いこうよ - 青木慶則：Vocal, Chorus, Toy - 川嶋可能：Recorder, Ukulele, Trumpet, Guitar, Bass, Programming 山口さんちのツトム君 - 青木慶則：Vocal, Chorus, Piano, Synthesizer, Glockenspiel, Programming - 原口友也：Acoustic & Electric Guitar, Banjo - 大橋エリ：Marimba - 青木慶則、青木美智子、大橋エリ、原口友也、後藤邦夫、前川華也、前川雅由、新津乃絵：呼び声 Adult & Kids ネイバーズのうた - 青木慶則：Vocal, Chorus, All Instrumental - りんちゃん、ももちゃん、まーくん、しゅうくん：Chorus ごりら - 青木慶則：Vocal, Chorus, All Instrumental - 「ラオスの空心菜」@高円寺 meu notaにご来場のみなさま：Voice 文房具の音 - 青木慶則：Vocal, Chorus, Acoustic Piano, 文房具 - 浜野謙太（SAKEROCK）：Trombone - 青木美智子：Chorus フニクリフニクラ - 青木慶則：Vocal, Chorus, Marimba, Xylophone, Glockenspiel, Piano, Accordion, Andes, Pianica, Sound Effect, Programming - 青木美智子：Chorus | よしもと「笑楽校」校歌 - 青木慶則：Vocal, Chorus, All Instrumental, Programming - 間寛平（校長）、山田花子、FUJIWARA、くまだまさし、なかやまきんに君、サーモンチョーチュウ、エハラマサヒロ、もう中学生：お笑いネタ - 「笑楽校」の生徒さんたち：校歌斉唱 みんな、君だけを待ってる - 青木慶則：Vocal, Chorus, All Instrumental, Programming - 青木美智子：Chorus シロクマは、いったりきたり - 青木慶則：Vocal, Chorus, All Instrumental, Programming JAMBALAYA - 青木慶則：Vocal, Chorus, Ukulele, Pianica, Programming Twittin' Roll - 青木慶則：Vocal, Piano, Drums, Programming - カジヒデキ：Chorus, Tambourine - 石本大介：Electric Guitar - 高井亮士：Electric Bass ママパパ応援歌 - 青木慶則：Vocal, Chorus, All Instruments - りか、まほ、じゅんた、はな、そうた、こうのすけ、あすも：こども合唱団 オクトパス・クラップ - 青木慶則：Vocal, Chorus, Crap, All Instruments, Programming ナズナの茶漬け - 青木慶則：Vocal, Piano, Drums, Programming - 青木美智子：Chorus, Organ - 須藤俊明：Electric Bass |